# Torneio Pré-Olímpico Sul-Americano Sub-23 de 2024
O Torneio Pré-Olímpico Sul-Americano Sub-23 de 2024 foi a 14ª edição da competição qualificatória de seleções aos Jogos Olímpicos, sendo realizada entre 20 de janeiro e 11 de fevereiro na Venezuela e sob organização da Confederação Sul-Americana de Futebol (CONMEBOL) para jogadores com até 23 anos de idade.
As duas melhores equipes garantiram vaga para os Jogos Olímpicos de 2024, em Paris, França.

## Equipes participantes
Todas as dez equipes filiadas a CONMEBOL participaram do evento:
| - Argentina (atual campeão) - Bolívia - Brasil - Chile - Colômbia | - Equador - Paraguai - Peru - Uruguai - Venezuela (anfitrião) |

## Sedes
A Venezuela foi anunciada como anfitriã do torneio na reunião do conselho da CONMEBOL, realizada em 14 de agosto de 2022 em Luque, no Paraguai. Em 14 de outubro de 2023, as cidades de Caracas, Valencia e Barquisimeto foram anunciadas como sedes.
No entanto o Estádio Metropolitano de Fútbol de Lara, em Barquisimeto, que sediaria os jogos da fase final foi descartado pelas más condições do gramado e as partidas foram transferidas para o Estádio Brígido Iriarte, em Caracas.
| Caracas ValenciaTorneio Pré-Olímpico Sul-Americano Sub-23 de 2024 (Venezuela) | Caracas                 | Valencia               |
| Caracas ValenciaTorneio Pré-Olímpico Sul-Americano Sub-23 de 2024 (Venezuela) | Estádio Brígido Iriarte | Estádio Misael Delgado |
| Caracas ValenciaTorneio Pré-Olímpico Sul-Americano Sub-23 de 2024 (Venezuela) | Capacidade: 10 000      | Capacidade: 10 400     |
| Caracas ValenciaTorneio Pré-Olímpico Sul-Americano Sub-23 de 2024 (Venezuela) |                         |                        |

## Árbitros
Em 14 de dezembro de 2023, a Comissão de Árbitros da CONMEBOL selecionou onze árbitros e vinte e dois assistentes para o torneio.
| Árbitros                               | Assistentes                                         |
| -------------------------------------- | --------------------------------------------------- |
| ARG Yael Falcón                        | ARG Cristian Navarro ARG Facundo Rodríguez          |
| BOL Gery Vargas                        | BOL José Antelo BOL Edwar Saavedra BOL Carlos Tapia |
| BRA Flávio de Souza                    | BRA Nailton Sousa BRA Luanderson de Lima            |
| CHI Cristian Garay CHI Felipe González | CHI Miguel Rocha CHI Juan Serrano                   |
| COL Jhon Ospina                        | COL John León COL Jhon Gallego                      |

| Árbitros           | Assistentes                                             |
| ------------------ | ------------------------------------------------------- |
| ECU Augusto Aragón | ECU Ricardo Barén ECU Andrés Tola                       |
| PAR Derlis López   | PAR Roberto Cañete PAR José Cuevas                      |
| PER Roberto Pérez  | PER Enrique Pinto PER Stephen Atoche                    |
| URU Gustavo Tejera | URU Carlos Barreiro URU Andrés Nievas URU Pablo Llarena |
| VEN Alexis Herrera | VEN Lubin Torrealba VEN Alberto Ponte                   |

## Primeira fase
As duas melhores equipes de cada grupo avançam para a fase final.
Todas das partidas seguem o horário local (UTC−4), conforme listado pela CONMEBOL.

### Critérios de desempate
Na fase preliminar, as equipes foram classificadas de acordo com os pontos conquistados (três pontos por vitória, um por empate, nenhum por derrota). Em caso de empate em pontos, o desempate seria aplicado na seguinte ordem (artigo 20 do Regulamento):
1. Resultado do confronto direto entre equipes empatadas;
  - Pontos em confrontos diretos entre as equipes empatadas;
  - Saldo de gols nos confrontos diretos entre as equipes empatadas;
  - Gols marcados em confrontos diretos entre as equipes empatadas;
2. Saldo de gols em todas as partidas do grupo;
3. Gols marcados em todos os jogos do grupo;
4. Menos cartões vermelhos;
5. Menos cartões amarelos;
6. Sorteio.

### Grupo A
| Pos | Equipe    | Pts | J | V | E | D | GP | GC | SG | Classificado |
| --- | --------- | --- | - | - | - | - | -- | -- | -- | ------------ |
| 1   | Brasil    | 9   | 4 | 3 | 0 | 1 | 6  | 4  | +2 | Fase final   |
| 2   | Venezuela | 8   | 4 | 2 | 2 | 0 | 8  | 5  | +3 | Fase final   |
| 3   | Equador   | 7   | 4 | 2 | 1 | 1 | 7  | 3  | +4 |              |
| 4   | Bolívia   | 4   | 4 | 1 | 1 | 2 | 5  | 6  | −1 |              |
| 5   | Colômbia  | 0   | 4 | 0 | 0 | 4 | 0  | 8  | −8 |              |

| 20 de janeiro | Equador                        | 3 – 0     | Colômbia | Estádio Brígido Iriarte, Caracas |
| 16:00         | Medina 71', 88' · Zambrano 86' | Relatório |          | Árbitro: ARG Yael Falcón         |

| 20 de janeiro | Venezuela                            | 3 – 3     | Bolívia                                   | Estádio Brígido Iriarte, Caracas |
| 19:00         | Lacava 37' · Bolívar 42' · Rivas 63' | Relatório | Briceño 31' · Chávez 83' · Villamíl 90+6' | Árbitro: PER Roberto Pérez       |

| 23 de janeiro | Bolívia | 0 – 1     | Brasil     | Estádio Brígido Iriarte, Caracas |
| 16:00         |         | Relatório | Endrick 4' | Árbitro: PAR Derlis López        |

| 23 de janeiro | Equador    | 1 – 1     | Venezuela | Estádio Brígido Iriarte, Caracas |
| 19:00         | Medina 70' | Relatório | Kelsy 20' | Árbitro: URU Gustavo Tejera      |

| 26 de janeiro | Bolívia | 0 – 2     | Equador                       | Estádio Brígido Iriarte, Caracas |
| 16:00         |         | Relatório | J. Mercado 22' · Obando 90+3' | Árbitro: ARG Yael Falcón         |

| 26 de janeiro | Brasil                         | 2 – 0     | Colômbia | Estádio Brígido Iriarte, Caracas |
| 19:00         | Endrick 25' · John Kennedy 83' | Relatório |          | Árbitro: CHI Cristian Garay      |

| 29 de janeiro | Brasil                                | 2 – 1     | Equador        | Estádio Brígido Iriarte, Caracas |
| 16:00         | Marlon Gomes 65' · Gabriel Pirani 75' | Relatório | P. Mercado 59' | Árbitro: URU Gustavo Tejera      |

| 29 de janeiro | Colômbia | 0 – 1     | Venezuela   | Estádio Brígido Iriarte, Caracas |
| 19:00         |          | Relatório | Bolívar 34' | Árbitro: PER Roberto Pérez       |

| 1 de fevereiro | Venezuela                             | 3 – 1     | Brasil         | Estádio Brígido Iriarte, Caracas |
| 19:00          | Segovia 10', 31' · Rikelme 55' (g.c.) | Relatório | Alexsander 90' | Árbitro: CHI Cristian Garay      |

| 1 de fevereiro | Colômbia | 0 – 2     | Bolívia         | Estádio Misael Delgado, Valencia |
| 19:00          |          | Relatório | Briceño 9', 29' | Árbitro: PAR Derlis López        |

### Grupo B
| Pos | Equipe    | Pts | J | V | E | D | GP | GC | SG | Classificado |
| --- | --------- | --- | - | - | - | - | -- | -- | -- | ------------ |
| 1   | Argentina | 8   | 4 | 2 | 2 | 0 | 11 | 4  | +7 | Fase final   |
| 2   | Paraguai  | 7   | 4 | 2 | 1 | 1 | 7  | 6  | +1 | Fase final   |
| 3   | Chile     | 6   | 4 | 2 | 0 | 2 | 3  | 7  | −4 |              |
| 4   | Uruguai   | 4   | 4 | 1 | 1 | 2 | 9  | 8  | +1 |              |
| 5   | Peru      | 3   | 4 | 1 | 0 | 3 | 1  | 6  | −5 |              |

| 21 de janeiro | Peru       | 1 – 0     | Chile | Estádio Misael Delgado, Valencia |
| 16:00         | Flores 67' | Relatório |       | Árbitro: COL Jhon Ospina         |

| 21 de janeiro | Argentina  | 1 – 1     | Paraguai            | Estádio Misael Delgado, Valencia |
| 19:00         | Gondou 90' | Relatório | D. Gómez 67' (pen.) | Árbitro: BRA Flávio de Souza     |

| 24 de janeiro | Paraguai                                         | 4 – 3     | Uruguai                   | Estádio Misael Delgado, Valencia |
| 16:00         | De Jesús 30' · D. Gómez 44', 72' · Fernández 54' | Relatório | L. Rodríguez 8', 11', 34' | Árbitro: VEN Alexis Herrera      |

| 24 de janeiro | Peru | 0 – 2     | Argentina                     | Estádio Misael Delgado, Valencia |
| 19:00         |      | Relatório | Almada 53' (pen) · Gondou 87' | Árbitro: BOL Gery Vargas         |

| 27 de janeiro | Paraguai      | 1 – 0     | Peru | Estádio Misael Delgado, Valencia |
| 16:00         | Fernández 18' | Relatório |      | Árbitro: ECU Augusto Aragón      |

| 27 de janeiro | Uruguai | 0 – 1     | Chile      | Estádio Misael Delgado, Valencia |
| 19:00         |         | Relatório | Montes 64' | Árbitro: BRA Flávio de Souza     |

| 30 de janeiro | Uruguai                                                   | 3 – 0     | Peru | Estádio Misael Delgado, Valencia |
| 16:00         | L. Rodríguez 44' (pen.) · Homenchenko 45+1' · Sánchez 48' | Relatório |      | Árbitro: BOL Gery Vargas         |

| 30 de janeiro | Chile | 0 – 5     | Argentina                                                       | Estádio Misael Delgado, Valencia |
| 19:00         |       | Relatório | Almada 45', 57' (pen.) · Castro 61' · Quirós 79' · Gondou 90+1' | Árbitro: VEN Alexis Herrera      |

| 2 de fevereiro | Argentina                                | 3 – 3     | Uruguai                                    | Estádio Misael Delgado, Valencia |
| 19:00          | Rodríguez 7' · Quirós 11' · González 25' | Relatório | L. Rodríguez 19' · Araújo 41' · Abaldo 61' | Árbitro: COL Jhon Ospina         |

| 2 de fevereiro | Chile                  | 2 – 1     | Paraguai       | Estádio Brígido Iriarte, Caracas |
| 19:00          | Tapia 31' · Assadi 70' | Relatório | Leguizamón 33' | Árbitro: ECU Augusto Aragón      |

## Fase final
| Pos | Equipe       | Pts | J | V | E | D | GP | GC | SG | Classificado            |
| --- | ------------ | --- | - | - | - | - | -- | -- | -- | ----------------------- |
| 1   | Paraguai (C) | 7   | 3 | 2 | 1 | 0 | 6  | 3  | +3 | Jogos Olímpicos de 2024 |
| 2   | Argentina    | 5   | 3 | 1 | 2 | 0 | 6  | 5  | +1 | Jogos Olímpicos de 2024 |
| 3   | Brasil       | 3   | 3 | 1 | 0 | 2 | 2  | 3  | −1 |                         |
| 4   | Venezuela    | 1   | 3 | 0 | 1 | 2 | 3  | 6  | −3 |                         |

| 5 de fevereiro | Brasil | 0 – 1     | Paraguai      | Estádio Brígido Iriarte, Caracas |
| 16ː00          |        | Relatório | Peralta 45+2' | Árbitro: PER Roberto Pérez       |

| 5 de fevereiro | Argentina                     | 2 – 2     | Venezuela                             | Estádio Brígido Iriarte, Caracas |
| 19ː00          | Vivas 39' (g.c.) · Almada 61' | Relatório | Brey 16' (g.c.) · Kelsy 90+10' (pen.) | Árbitro: ECU Augusto Aragón      |

| 8 de fevereiro | Argentina                                     | 3 – 3     | Paraguai                                   | Estádio Brígido Iriarte, Caracas |
| 16ː00          | Solari 3' · Almada 84' (pen.) · Redondo 90+7' | Relatório | D. Gómez 42' · Núñez 70' · E. González 90' | Árbitro: URU Gustavo Tejera      |

| 8 de fevereiro | Venezuela   | 1 – 2     | Brasil                            | Estádio Brígido Iriarte, Caracas |
| 19ː00          | Bolívar 67' | Relatório | Maurício 57' · Guilherme Biro 88' | Árbitro: BOL Gery Vargas         |

| 11 de fevereiro | Brasil | 0 – 1     | Argentina  | Estádio Brígido Iriarte, Caracas |
| 16ː30           |        | Relatório | Gondou 78' | Árbitro: CHI Christian Garay     |

| 11 de fevereiro | Paraguai                        | 2 – 0     | Venezuela | Estádio Brígido Iriarte, Caracas |
| 19ː30           | D. Gómez 48' (pen.) · Pérez 75' | Relatório |           | Árbitro: COL Jhon Ospina         |

## Premiação
| Torneio Pré-Olímpico Sul-Americano Sub-23 de 2024 |
| Paraguai                                          |
| ------------------------------------------------- |
| PARAGUAI Campeão (2º título)                      |

## Artilharia
5 gols (3)
- ARG Thiago Almada
- PAR Diego Gómez
- URU Luciano Rodríguez

4 gols (1)
- ARG Luciano Gondou

3 gols (3)
- BOL José Miguel Briceño
- ECU Yaimar Medina
- VEN Jovanny Bolívar

2 gols (5)
- ARG Aaron Quirós
- BRA Endrick
- PAR Marcelo Fernández
- VEN Kevin Kelsy
- VEN Telasco Segovia

1 gol (34)
- ARG Baltasar Rodríguez
- ARG Federico Redondo
- ARG Francisco González
- ARG Pablo Solari
- ARG Santiago Castro
- BOL Gabriel Villamíl
- BOL José Miguel Briceño
- BOL Lucas Chávez
- BRA Alexsander
- BRA Gabriel Pirani
- BRA Guilherme Biro
- BRA John Kennedy
- BRA Marlon Gomes
- BRA Maurício
- CHI Clemente Montes
- CHI Gonzalo Tapia
- CHI Lucas Assadi
- ECU Allen Obando
- ECU Cristhoper Zambrano
- ECU John Mercado
- ECU Patrik Mercado
- PAR Alan Núñez
- PAR Enso González
- PAR Fabrizio Peralta
- PAR Iván Leguizamón
- PAR Marcelo Pérez
- PAR Ronaldo de Jesús
- PER Franchesco Flores
- URU César Araújo
- URU Matías Abaldo
- URU Renzo Sánchez
- URU Santiago Homenchenko
- VEN Matías Lacava
- VEN Renné Rivas

Gols contra (3)
- ARG Leandro Brey (para a Venezuela)
- BRA Rikelme (para a Venezuela)
- VEN Carlos Vivas (para a Argentina)